# Tramwaje w Augsburgu
Tramwaje w Augsburgu – system tramwajowy działający w niemieckim mieście Augsburg.

## Historia
Pierwsze tramwaje na ulice Augsburga wyjechały w 1881 r., były to tramwaje konne, które kursowały po torach o szerokości 1000 mm. Kursowały one na trasie o długości 16,4 km. W kolejnych latach rozbudowywano sieć tramwajów konnych do czasu zastąpienia ich uruchomionymi tramwajami elektrycznymi. Ostatecznie tramwaje konne zlikwidowano 31 sierpnia 1898 r. W 1908 r. miasto wykupiło prywatne spółki obsługujące tramwaje. Przejęto wówczas 40 wagonów silnikowych i 14 doczepnych. W kolejnych latach kontynuowano rozbudowę tras. W czasie II wojny światowej infrastruktura tramwajowa znacznie ucierpiała.
Po wojnie pierwsze tramwaje na ulice Augsburga wyjechały w czerwcu 1945. W latach 60. XX w. zlikwidowano linie nr 5 i 6, które zostały zastąpione autobusami. W 1993 r. otwarto nową linię nr 3. W 2006 r. przyjęto program rewitalizacji i rozbudowy systemu tramwajowego. W ramach programu planowana była modernizacja głównego węzła tramwajowego Königsplatz oraz budowę dwóch nowych linii 5 i 6 oraz wydłużenie linii nr 1. Od 26 maja 2010 w Augsburgu testowany był system zasilania bez sieci trakcyjnej Primove produkcji Bombardier Transportation. 12 grudnia 2010 otwarto nową trasę do Friedberg West o długości 5,2 km, po której kursuje linia nr 6 z dworca kolejowego. Na początku 2011 miała rozpocząć się przebudowa Königsplatz. Planowana była budowa przedłużenia linii nr 1 z obecnej końcówki Neuer Ostfriedhof do dworca kolejowego Hochzoll, oraz budowa połączenia pętli Augsburg West z przystankiem Rosenaustrasse na trasie linii nr 3.
W mieście znajdują się dwa odcinki tras wykorzystywanych okazjonalnie:
- do Fußbal Arena obsługiwany przez linię nr 8 w dni rozgrywania meczów
- do Messe obsługiwany przez linię nr 9 w dni odbywania się targów.

W mieście funkcjonuje jedna zajezdnia tramwajowa. W drugiej mniejszej działa muzeum tramwajów.

## Linie
W Augsburgu istnieje pięć linii:
- 1: Göggingen – Neuer Ostfriedhof
- 2: Haunstetten Nord – Augsburg West
- 3: Inninger Straße – Stadtbergen
- 4: Hauptbahnhof – Augsburg Nord
- 6: Hauptbahnhof – Friedberg West

oraz 2 dodatkowe:
- 8: Hauptbahnhof – Fußball Arena
- 9: Hauptbahnhof – Messe

## Tabor
W Augsburgu obecnie w liniowej eksploatacji są wyłącznie tramwaje niskopodłogowe. Łącznie w Augsburgu jest 91 tramwajów:
- Düwag M8C 12 wagonów, odstawione
- GT6M 11 wagonów
- Siemens Combino 41 wagonów
- CityFlex 27 tramwajów

Najnowszymi eksploatowanymi tramwajami są wagony CityFlex produkcji Bombardier Transportation z lat 2009–2010. Do niedawna eksploatowano także tramwaj Düwag GT8.